# دله یامان

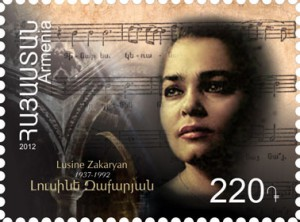

دله یامان (به ارمنی: Դլե Յաման) یکی از قدیمی‌ترین ملودیها و موسیقی‌های فولکلور به زبان ارمنی است که توسط کومیتاس وارداپت آهنگساز موسیقی‌شناس و بنیانگذار موسیقی کلاسیک مدرن ارمنی خلق شده است. این اثر در طی زمان به به مناجات‌نامه برای نسل‌کشی ارمنی‌ها تبدیل شده است و توسط بسیاری از خوانندگان ارمنی از جمله فلورا مارتیروسیان، لوسینه زاکاریان و سارینا کروس اجرا شده است.